# Overhus
Overhus (fransk: pair, engelsk: peer, svensk: pär, af latin: par, ligestillede) er betegnelse for senatet eller førstekammeret i lande, hvor parlamentet har to "kamre". Andetkammeret eller Underhuset er den egentlige repræsentation af folket.

## Baggrund
I England opstod systemet med Overhuset og Underhuset gradvist, men fik nogenlunde sin moderne form i 1700-tallet. På grund af den strukturs britiske oprindelse, er det som regel det britiske overhus der tales, hvis man siger Overhuset uden at præcisere hvilket land, man mener.
I 1849-1953 var Landstinget førstekammer i Danmark, mens Folketinget var andetkammer. Før 1660 var Rigsrådet førstekammer, mens Stændermøderne var det danske andetkammer.
I lande med parlamentarisk demokrati (parlamentarisme) skal regeringen være i overensstemmelse med flertallet i andetkammer, men det er som regel ikke påkrævet at regeringen har flertal med sig i overhuset. I nogle parlamenter er kamrene enten helt eller næsten ligestillede. Dette var tilfældet i Danmark i 1849-1953. I Storbritannien har underhuset haft en fortrinsstilling siden 1911. I nogle lande har overhuset særlige magtbeføjelser, f.eks. USA hvor det kun kræves flertal i Senatet for at godkende ministre eller indgå traktater.

## Magtens tredeling
I mange lande har overhuset historisk haft elementer af alle tre statsmagter: den lovgivende, den udøvende, og den dømmende. Princippet om magtadskillelse gør, at man i de sidste 250 år har søgt at begrænse overhusenes indflydelse på den dømmende og udøvende magt. Overhuset deler parlamentets lovgivende magt med andetkammeret.
Overhuset har ofte del i den dømmende magt. I Storbritannien var der indtil 2009 såkaldte "Law Lords", juridiske medlemmer af Overhuset der samtidig udgjorde landets højesteret. I USA er der 101 medlemmer i Rigsretten, hvor Højesterets præsident er formand og de 100 senatorer en lægdommere i Rigsretten. Indtil 1953 var den ene halvdel af den danske rigsret lægdommere fra Landstinget, mens den halvdel var dommerne fra Højesteret. Andetkammer kan som regel anlægge rigsretssag mod regeringen eller mod tidligere medlemmer af regeringen, men har ikke selv dømmende magt.
Der er historiske eksempler på, at Overhuset har haft del i den udøvende magt. Her kan det danske rigsråd (før 1660) og Romerrigets senat nævnes. Derimod er situationen anderledes i de tyske delstater Bremen, Hamborg og Berlin, hvor senatet er byens regering, og det dermed ikke er en del af delstatens parlament.

## Valgmetode
Medlemmer af overhuse er som regel valgt for en længere periode end medlemmer af underhuse. Overhus-medlemmer er ofte valgt ved indirekte valg, eller de er udpegede eller fødte medlemmer. Medlemmerne af andetkammer er som regel valgte direkte af folket.
I mange forbundsstater repræsenterer Overhuset delstaterne, mens andetkammeret repræsenterer folket. Dette er blandt andet tilfældet i Brasilien, Tyskland og USA.